# セイン・ベーカー
セイン・ベーカー (Walter Thane Baker、1931年10月4日-)は、アメリカ合衆国の元陸上競技選手。1952年ヘルシンキオリンピック、1956年メルボルンオリンピックの2大会の陸上の短距離種目で金メダル1つを含め4つのメダルを獲得した選手である。
メルボルンオリンピックが開催された1956年にベーカーは100mで ジェシー・オーエンスの世界記録(10秒2)に並ぶ世界タイ記録を出している。さらに200mでも2度の世界タイ記録(20秒6)を記録している。